# 프란세스크 안티크
프란세스크 안티크 올리베르(카탈루냐어: Francesc Antich Oliver, 1958년 11월 28일 ~ 2025년 1월 2일)은 스페인의 정치인이다.

## 생애
1958년 11월 28일 베네수엘라 카라카스에서 출생했으며 어린 시절 마요르카로 이사해 살았다. 발레아레스 제도 대학교에서 법학을 전공하고 발레아레스 제도 사회당의 사무총장, 발레아레스 제도 정부 수반, 스페인 원로원 의원 등을 역임했다.